# ハッサン・サニ
ハッサン・サニ（マレー語: Hassan Sani、1958年8月31日 - ）は、マレーシアの元サッカー選手。元サッカーマレーシア代表、元ビーチサッカーマレーシア代表。現役時代のポジションはFW。

## 経歴
1974年から1976年にかけてサバFAのユースに在籍し、1977年にトップチームに昇格し、セミプロフェッショナルとしてプレイした。サバFAではジェームズ・ウォンとチームメイトであった。モクタル・ダハリやジェームズ・ウォンと並んで称されるそのシュート力で名を馳せた。

## 代表歴
モスクワオリンピックの予選では韓国代表や日本代表を破って本大会進出を決めたものの、アメリカ率いる西側のボイコットの影響を受け、出場とはならなかった。
1996年にはビーチサッカーでマレーシア代表として出場した。1999 ビーチサッカーワールドカップにも出場した。

## 個人
彼はバンジャル人の血筋であり、従兄弟に俳優のジャラルディン・ハッサンや警視総監のムサ・ハッサンがいる。

## タイトル

### クラブ
サバFA
- マレーシア1部

準優勝: 1979

### 代表
- ムルデカ大会: 1979, 1986